# Mohamed Magassouba
Mohamed Magassouba (Bamako, 1 de janeiro de 1958) é um técnico de futebol malinês. Desde 2017, comanda a seleção nacional.

## Carreira
Estreou como técnico em 1992, comandando o Saint-Éloi Lupopo, e um ano depois assumiu o comando do Vita Club, onde venceu o campeonato nacional. Ele ainda treinou o Motema Pembe em 1995 e a seleção da República Democrática do Congo, em 1997, ficando 6 anos sem comandar outras equipes, voltando em 2004 no Delta Teléstar, vencendo a Copa de Clubes da UNIFFAC no ano seguinte.
Sua primeira experiência no futebol malinês foi na temporada 2006–07, quando levou o Stade Malien a conquistar o campeonato nacional.
Magassouba é ligado desde 2010 à seleção do Mali, onde foi coordenador técnico até 2015. Teve uma curta experiência como treinador em 2016 e exerceria novamente como interino entre 2017 e 2019, após a saída de Alain Giresse, quando foi efetivado em outubro deste último ano, e treinando as Águias em 2 edições da Copa das Nações Africanas (2019 e 2021).

## Títulos
Saint-Éloi Lupopo
- Linafoot: 1993

Stade Malien
- Campeonato Malinês: 2006–07